# (21211) 1994 PP36
A (21211) 1994 PP36 a Naprendszer kisbolygóövében található aszteroida. Eric Walter Elst fedezte fel 1994. augusztus 10-én.